# Zirkuli Péter
Zirkuli Péter (Szatmárnémeti, 1948. szeptember 24. –) magyar író, költő, műfordító.

## Életútja
Egyetemre, magyar szakra Kolozsváron (1966–68), magyar–filozófia szakra Eötvös-kollégistaként Budapesten (1968–71), majd összehasonlító irodalom szakra, ún. doktorátus-előkészítő évfolyamra Párizsban (Sorbonne, 1980–81) járt. Bölcsészdoktor (1989), irodalomtudományi doktor (PhD, 1995). Egyetemi oktató és tudományos kutató, újságíró, könyvkiadói szerkesztő.
1986 óta Franciaországban él; az utóbbi években hol Párizsban, hol Budapesten. Több éve franciául is ír. 1972-től nyugdíjazásáig több egyetemen tanított (Bukarest; Budapest: ELTE, KRE; Párizs: Inalco, Paris 8, EHESS; Bordeaux; Lyon). Kutatóként az ELTE–MTA Kelet-Európa Kutatócsoportjában (1974–1980), a CNRS LACITO (Laboratoire des Civilisations à Tradition Orale, 1991–95), majd a CNRS LCP (Laboratoire Communication et Politique, 2004–2012) nevű intézetében dolgozott. Budapesten a Helikon Kiadó szerkesztője (1982–86), a Helikon Stúdió sorozatszerkesztője (1983–1992), Párizsban a Szabad Európa Rádió tudósítója (1989–1993) volt.
2004–2010 között a Figyelő c. gazdasági hetilap könyvszemleírója. 2002-től a párizsi l’Harmattan összehasonlító irodalmi könyvsorozatának (Littératures comparées) szerkesztője, 2005-től az ELTE Társadalomtudományi Karán az ETKEK (az Európa Tanulmányok és Kutatások Egyetemközi Központjának) társ-vezetője (Csákó Mihállyal).

### Tanulmányai (válogatás)
- Kányádi Sándorról (Kritika, 1969/2)
- Páskándi Géza: Vendégség (Napjaink, 1970/12)
- Magyar irodalom román fordításban (1970–75) (Tiszatáj, 1975/10.)
- Hervay Gizelláról (Napjaink, 1975/7.)
- Marin Sorescu (Tiszatáj, 1982/8.)
- Vasművesség. Tudor Argheziről (Korunk, 1982/10.)
- József Attila és román kortársai. Árnyékrajz versekről és személyekről. Párhuzamok léte és hiánya (Tiszatáj, 1983/12.)
- A lírai én és a századforduló költészete. Al. Macedonski (Filológiai Közlöny, 1985/1–4.)
- Esszé a költészetről, vagyis rólunk magunkról. Költészet és hatalom (Holmi,  1990/11.)

### Könyvei
- A kép ketrecéből. Versek. Budapest, 1981
- Freud: Álomfejtés. Editor (Sajtó alá rend., szerk.) Helikon, 1985 (Nívódíj. Több új kiad.)
- Találkozások. Vázlatok, esszék, tanulmányok a román irodalomról. Gondolat, 1988
- A fényes pillanat. Versek. Szépirodalmi, 1988 (Nívódíj. Portugál fordítás és előszó: Nuno Júdice, Quetzal Editores, 1997. Francia fordítás: Yves Gaignard, Clara Tessier. Előszó: André Lorant. L’Harmattan, 2012)
- Izgalmas ország. Esszék és más tudósítások Párizsból. Kráter, 1991
- Lettres européennes. Histoire de la littérature européenne (munkatársként) Hachette, 1992 (holland fordítás: 1995. Új, bőv. kiadás: De Boeck, 2007)
- Mély álmában máskor. Prózavers. Magvető, 1992
- Költészet. Versek. Orpheusz, 1998
- Ujjnyomat egy deszkafalon. Esszék és tanulmányok a magyar irodalomról. Seneca, 1999
- „veled-egy lángban ellobog”. Válogatott műfordítások 1. Orpheusz, 2000
- Frontières et passages. Etudes contrastives (Munkatársként) P. Lang, 2002
- Esszé a költészetről, vagyis rólunk magunkról: költészet és hatalom. Orpheusz, 2005 (francia fordítás: Joëlle Duffeuilly, megj. előtt)
- Válogatott versek. AB-Art/Orpheusz, 2006
- A hóbort és a norma. Levlapok 1-36.; Concord Media, Arad, 2006 (Irodalmi jelen könyvek)
- Egy átmenet krónikája. Párizs, 1989–1994. Kriterion, 2009
- Noktürn, avagy a sánta ördög visszatér. Kisregény. Helikon, 2014 (első fejezet francia fordítása: Sophie Képès. Nouveaux Cahiers de l'Est)
- Megjelenés előtt: „A történelem rémülete”. Esszé Eliaderól (részleges román fordítás: Judit Molnar. Caietele Eliade, 2005)

## Díjak, elismerések
- Móricz Zsigmond-ösztöndíj (1980, 1982)
- IRAT-nívódíj (1992)